# ゴスペルスクエア
ゴスペルスクエア（gospel-square）は、NGOゴスペル広場が運営する渋谷のゴスペルスタジオ、ゴスペル教室。

## 概要
代表はゴスペルアーティストのJenna（ジェンナ）。本場の米国人ゴスペルシンガーが多数在籍していることでも知られる。愛称はGQ（ジー・キュー）。支部サニーサイドゴスペルスクエアと親子ゴスペルクラブのネバーランドとを合わせて「GQ Family」（ジー・キュー・ファミリー）と呼ばれ、TVやラジオにも多数出演している。
会費の一部がスリランカやカンボジアなど途上国の人々を助けるために使われている。